# Myaku
Myaku (jap. 脈 tętno) – singiel zespołu Dir En Grey wydany w 2000 roku. Tytułowy utwór w skróconej wersji trafił na album MACABRE. Teledysk do drugiego utworu znalazł się na wideo Kaede ~If Trans...~ z 1998 roku.  Trzecią piosenkę zamieszczono później na remix-albumie -KAI- oraz jako ukryty klip w Kimon.

## Lista utworów
Autorem tekstów jest Kyo. Muzykę do tytułowej piosenki skomponował zespół Dir en grey, zaś do drugiej - Kaoru i Die.
1. Myaku (脈) (4:26)
2. Ash (5:56)
3. Myaku [8½ Convert]" (脈 [8½ Convert]) (remix by Kaoru) (4:21)